# Jägershill

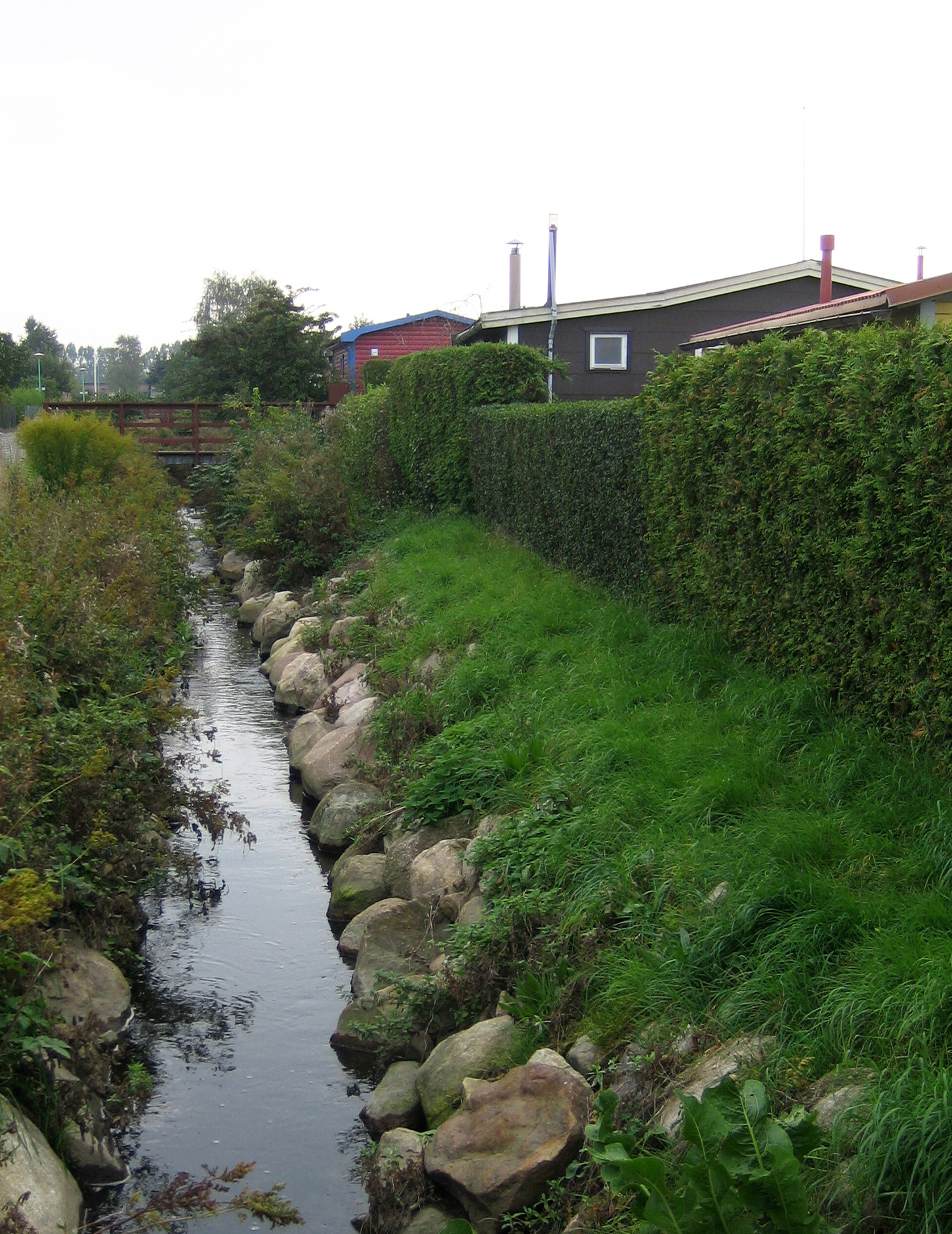
Risebergabäcken mellan Jägershill 1 och 2.

Jägershill sommarstad är ett koloniområde beläget i delområdet Jägersro i Malmö. Det består av fyra delar. Jägershill 1 och Jägershill 2 (med 150 respektive 165 stugor) anlades 1951 och ligger norr om Jägersrovägen vid Jägersro trav- och galoppbana, väster om Elisedals industriområde och på var sin sida om Risebergabäcken. Jägershill 3 (tillkommet 1952, 75 stugor) och Jägershill 4 (tillkommet 1953, 100 stugor) ligger väster om de båda förstnämnda mellan Jägersro Center och Ystadvägen (E65). År 1971 anslöts områdena till elnätet och 1974 fick de kommunalt vatten (vid 1970-talets början låg koloniområdet ungefär en kilometer öster om Malmös tätortsbebyggelse).